# قائمة المليارديرات الكولومبيين
هذه قائمة بالمليارديرات الكولومبيين بناءً على تقييم سنوي للثروة والأصول جمعته ونشرته مجلة فوربس في عام 2019.

## قائمة المليارديرات الكولومبيين لعام 2019
| ترتيب العالمي | اسم                  | المواطنة | صافي الثروة (بالدولار الأمريكي) | مصدر الثروة          |
| ------------- | -------------------- | -------- | ------------------------------- | -------------------- |
| 129           | لويس كارلوس سارمينتو | كولومبيا | 10.8 مليار                      | الخدمات المصرفية     |
| 597           | خايمي جيلينسكي باكال | كولومبيا | 3.6 مليار                       | الخدمات المصرفية     |
| 838           | كارلوس ارديلا لول    | كولومبيا | 1.5 بليون                       | مشروبات غازية متنوعة |